# 王淑英 (外交官)
王淑英（？—），女，中华人民共和国外交官，曾任中华人民共和国驻贝尔法斯特总领事。

## 生平
王淑英毕业于北京外国语学院、中国人民大学和伦敦政治经济学院。1992年进入中华人民共和国外交部工作，先后在外交部西欧司、驻爱尔兰大使馆、驻英国大使馆、外交部机关党委、外交部欧洲司、驻芝加哥总领事馆任职。2014年12月，出任中华人民共和国驻贝尔法斯特总领事。